# Sławomir Koszuta
Sławomir Koszuta (ur. 15 października 1984 r. w Gryfinie) – pilot rajdowy, trzykrotny zdobywca Pucharu Polski Automobilklubów i Klubów w klasyfikacji generalnej oraz klasach K3 i 4 (w latach 2007-2011), trzykrotny zwycięzca Rajdu Magnolii (w latach 2007-2011).

## Kariera

### 2002
Debiutuje w roli pilota rajdowego z Dawidem Kuśmidrem (VW Golf) na Torze Kartingowym w Szczecinie podczas PZ (Próba Zręcznościowa).

### 2004-2005
Serwisant załogi Andrzej Czekan / Błażej Czekan podczas PPAiK (Puchar Polski Automobilklubów i Klubów).

### 2006
Startuje z Tomaszem Głodowskim (Honda Civic) na Rajdzie Barbórka Szczecińska oraz z Błażejem Czekanem (Ford Eskort RS 2000) na Rajdzie Yeti w Lesznie podczas PPAiK. W międzyczasie poznaje Adriana Grodzkiego, z którym tworzy załogę do dziś. 3 czerwca załoga Grodzki / Koszuta rozpoczyna starty w PPAiK. Jadąc Hondą CRX kończą sezon na 3 miejscu w klasyfikacji generalnej i 2 miejscu w klasie 4. Do końca 2006 roku startują także w KJS (Konkursowa Jazda Samochodowa) organizowanych w Szczecinie.

### 2007 - pierwszy zdobyty Puchar Polski
W 2007 roku po raz pierwszy bierze udział w pełnym sezonie PPAiK razem z Adrianem Grodzkim (Honda CRX) i zdobywa swój pierwszy Puchar Polski Automobilklubów i Klubów w klasyfikacji generalnej i w klasie 4. Jedną z rund PPAiK jest 28. Rajd Magnolii w którym zwycięża w klasyfikacji generalnej oraz klasie 4.

### 2008
Kolejny sezon mistrzowskiej załogi. Po wygranej pierwszej rundzie w Lesznie, awaria auta w Toruniu eliminuje załogę Grodzki / Koszuta z walki w pucharze. Startuje także w Rajdzie Tomaszowskim (PPAiK) ze Sławomirem Nowakowskim (Fiat SC Sporting). Załoga jednak nie kończy rajdu z powodu awarii hamulców.

### 2009 - drugi zdobyty Puchar Polski

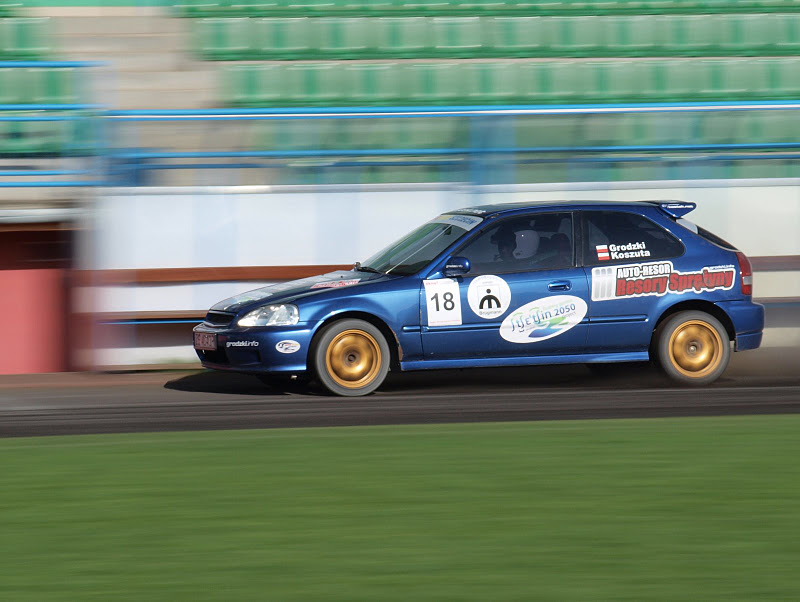
Załoga Grodzki / Koszuta podczas VII Rajdu Brugmann we Włocławku

Załoga zmienia auto z Hondy CRX na Hondę Civic, którą startują kolejny pełny sezon. Po raz drugi zdobywa Puchar Polski w klasyfikacji generalnej i w klasie K3. W bardzo dużym stopniu przyczynia się także do zdobycia Klubowego Pucharu Polski Automobilklubów i Klubów dla Auto Klubu Szczecin. W nagrodę za zdobycie pucharu PPAiK 2009, występuje w Rajdzie Barbórka Warszawska zwane Kryterium Asów, które jest zakończeniem sezonu wszelkich rajdów w Polsce, a na którym pojawiają się sami mistrzowie. Jedną z rund PPAiK jest 30. Rajd Magnolii w którym zdobywa 2 miejsce w klasyfikacji generalnej oraz klasie K3.

### 2010
Po raz kolejny zwycięża Rajd Magnolii w klasyfikacji generalnej oraz klasie K3. Po dwóch rundach załoga Grodzki / Koszuta (razem z załogą Tomalak / Marciniak) prowadzi w klasyfikacji generalnej i klasie K3 - niestety awaria auta eliminuje załogę z walki w sezonie 2010.

### 2011 - trzeci zdobyty Puchar Polski

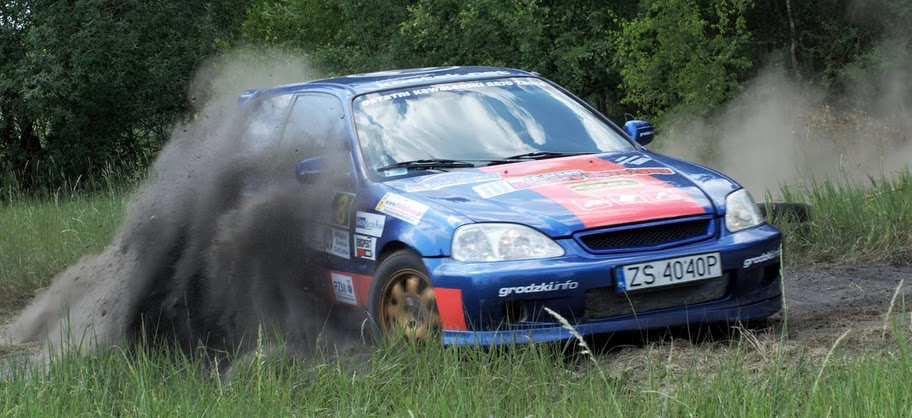
Załoga Grodzki / Koszuta podczas 32. Rajdu Magnolii w Chojnie

Długie przygotowania auta do kolejnego sezonu pozwalają na ukończenie go w znakomitym stylu. Po raz trzeci zdobywa Puchar Polski w klasyfikacji generalnej i w klasie K3 z Adrianem Grodzkim. W bardzo dużym stopniu przyczynia się do zdobycia Klubowego Pucharu Polski Automobilklubów i Klubów dla Auto Klubu Szczecin. Tradycyjnie jedną z rund PPAiK jest 32. Rajd Magnolii, w którym zwycięża w klasyfikacji generalnej oraz klasie K3.